# Carex tenera
Carex tenera är en halvgräsart som beskrevs av Chester Dewey. Carex tenera ingår i släktet starrar, och familjen halvgräs. Inga underarter finns listade i Catalogue of Life.

## Bildgalleri

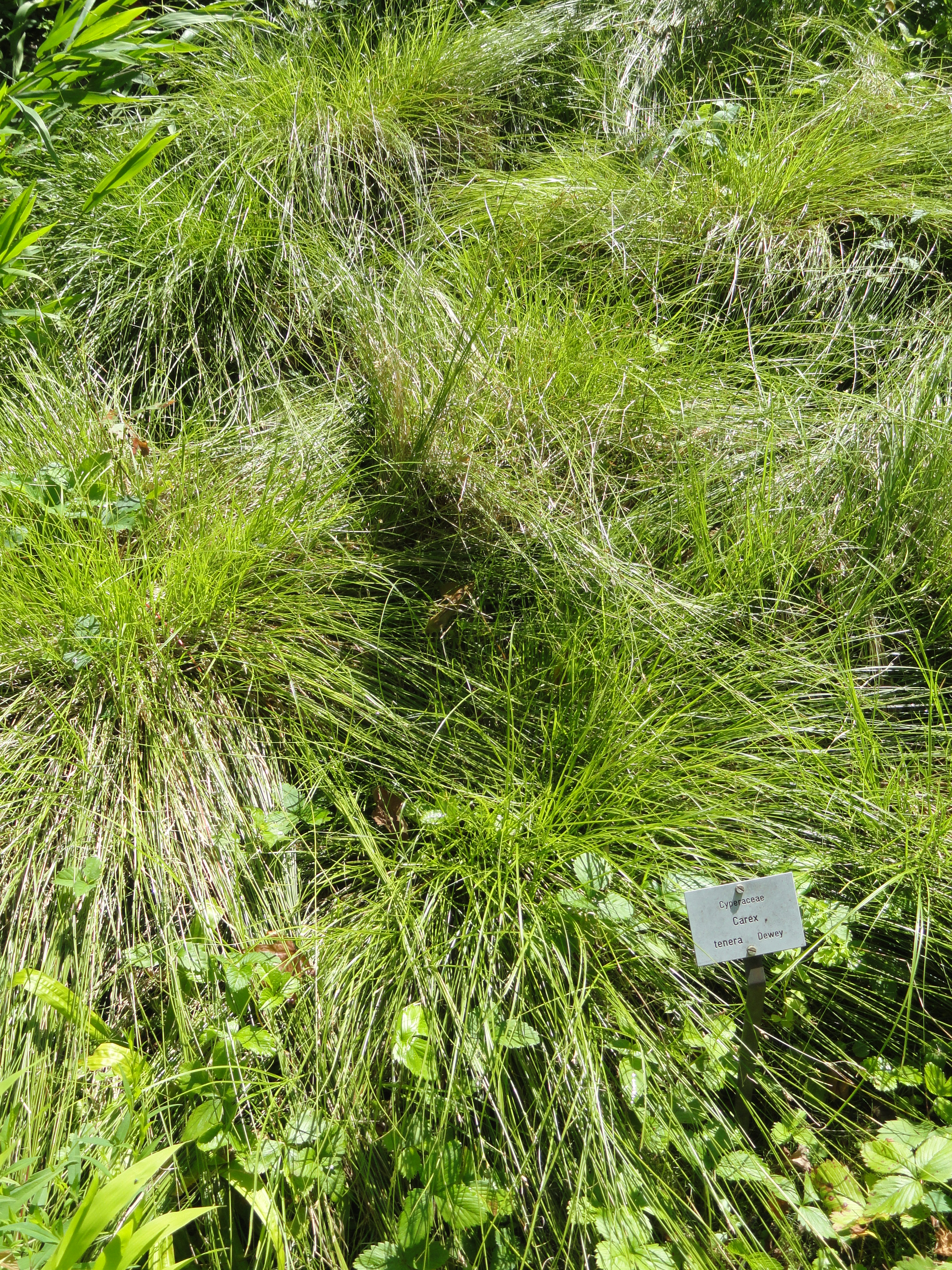
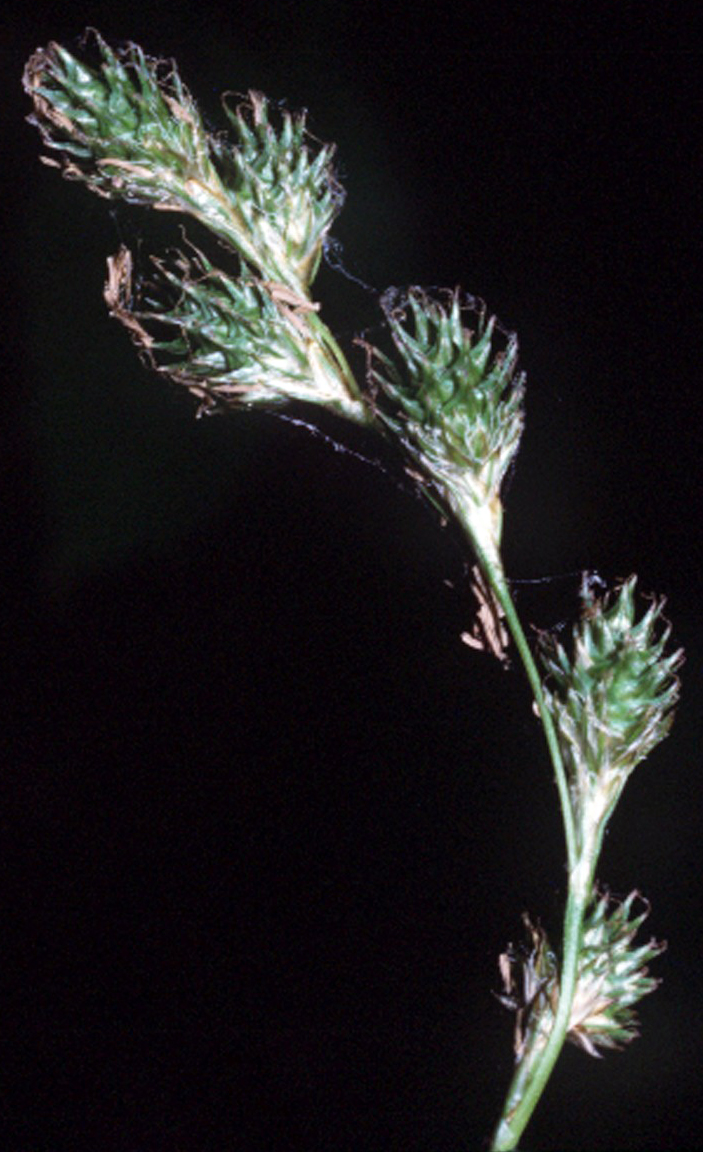